# Виктор Васнецов
Виктор Михайлович Васнецов (на руски: Виктор Михайлович Васнецов, 15 май 1848 – 23 юни 1926) е руски художник, передвижник, който най-често рисува картини с митологична или историческа тематика. Смятан е за ключова фигура в руския възрожденски период. Брат е на художника Аполинарий Васнецов.

## Биография

### Детство (1848 – 1858)
Виктор Васнецов е роден в малкото селце Лопял във Вятската губерния през 1848 г. Баща му – Михайл Василиевич Васнецов, селски свещеник, е добре образован човек с наклонност към философия, който има дълбок интерес към природните науки, астрономията и рисуването. Дядото на Виктор е рисувал икони. Двама от тримата му сина (Виктор и Аполинари) стават прочути художници, а третият става учител. Припомняйки си детството в свое писмо до Владимир Стасов, Васнецов отбелязва, че е живял „със селските деца и ги е харесвал като истински приятели.“

### Вятка (1858 – 1867)
От 10-годишна възраст Виктор учи в семинария във Вятка. През тези години в семинарията работи за местен продавач на икони. Помага на полския художник в изгнание Михаил Елвиро Андриоли да изрисува стенописите за катедралата „Александър Невски“ във Вятка.
Завършвайки семинарията, Виктор решава да се премести в Санкт Петербург, за да учи изобразително изкуство. Продава на търг картините си „Жътварка“ и „Девойката с млякото“ (и двете от 1867 г.), за да спечели пари за пътуване до тогавашната руска столица.

### Санкт Петербург (1867 – 1876)
През август 1867 Виктор е приет в Императорската художествена академия. Три години по-късно се появява ново течение в изобразителното изкуство в Русия – Передвижници, което замества академизма. Васнецов се сприятелява с водача на това движение – Иван Крамской, като го смята за свои учител. Той също става много близък със своя състудент Иля Ефимович Репин.
Макар да е иронично, Виктор, чието име се свързва с исторически и митологични картини, се опитва всячески да избегне тази тематика в своите творби. Заради своята графика на „Христос и Пилат пред хората“ бива награден с малък сребърен медал от Академията.
В началото на 70-те години на XIX век Васнецов създава много рисунки, изобразяващи ежедневния живот. Две от тях („Провинциален продавач на книги“ от 1870 и „Момче с бутилка водка“ от 1872) му нося бронзов медал на Световното изложение в Лондон през 1874 г.
По това време той започва да рисува битова живопис с маслени бои. Такива негови творби като „Селските певци“ и „Преместване“ са приети много добре от демократичните кръгове на руското общество.

### Париж (1876 – 1877)
През 1876 г. Репин кани Васнецов да се включи в пътуване на Передвижниците в Париж. Докато е във Франция, Виктор учи класическо и съвременно рисуване – и академично, и импресионистично. По това време рисува „Акробати“ (1877), прави гравюри и показва някои от творбите си на изложения. В Париж той се запалва по вълшебните приказки и започва да включва тематика от тях в своите картини. Като начало е картината „Иван Царевич, яздейки сив вълк, и жар-птицата“. Васнецов е модел за Садко в рисунката на Репин „Садко в подводното царство“.
През 1877 г. Виктор се завръща в Москва.

### Москва (1877 – 1884)
Във края на 70-те години на XIX век Васнецов се концентрира върху илюстрирането на руски приказки, създавайки някои от най-добрите си творби: „Рицар на крастопътя“ (1878), „Три царици на подземното царство“ (1879 – 1881), „Вълшебното килимче“ (1880) и „Аленушка“ (1881). От този период е и историческата му картина „След битката на Игор Святославич с половците“ (1880), вдъхновена от поемата „Слово за похода на Игор“.
Тези картини не получават голямо признание и внимание, когато се появяват. Много радикални критици смятат, че те пренебрегват реализма на Передвижниците. Дори известен познавач на картини като Павел Михайлович Третяков отказва да ги купува. Известността на Васнецов нараства през 80-те години на XIX в., когато той се обръща към религиозната тематика, създавайки редица икони.

### Киев (1884 – 1889)
В периода 1884 – 1889 Васнецов е назначен да рисува фрески в катедралата Св. Владимир в Киев. То е предизвикателна работа, отнасяща се едновременно до руските и западните традиции в религиозното изобразително изкуство. Влиятелният критик Владимир Стасов ги описва като кощунска игра с религиозните чувства на руския народ. Друг известен критик – Димитрий Философов, смята, че фреските са „първият мост над 200-годишната бездна, разделяща отделните групи на руското общество.“
Докато живее в Киев, Васнецов се сприятелява с Михаил Врубел, който също участва в изографисването на катедралата. Работейки заедно, Васнецов учи по-младия от него художник. В Киев Виктор успява най-сетне да завърши своята картина „Иван Царевич, яздейки сив вълк, и жар-птицата“ и да започне най-известната си картина „Богатири“.
През 1885 г. художникът пътува до Италия. Същата година работи върху декорите и костюмите на операта „Снежанка“ от Николай Римски-Корсаков.

### Късни години (1890 – 1926)
Следващите две десетилетия са продуктивни за Васнецов, но повечето от по-късните му картини са от второстепенна важност. Той все повече се обръща към други видове изкуство през този период от живота си. През 1897 г. участва заедно с брат си Аполинари в създаването на декорите и костюмите на още една премиера на Римски-Корсаков – „Садко“, а през 1910 създавана нова шапка за униформата на руските военни – така наречената богатирка.
В края на века Васнецов усложнява и прилага своя характерен „приказен“ стил в руската възрожденска архитектура. Първа по негов дизайн е изградена църква в Абрамцево, при което дейно участва и Василий Поленов. През 1894 г. си проектира собствено имение в Москва. Следващият му проект е павилионът на Русия в Световното изложение в Париж през 1898. Накрая, през 1904, Васнецов проектира най-известната от сградите си – Третяковската галерия.
Между 1906 и 1911 г. работи по създаването на мозайки за катедралата „Александър Невски“ във Варшава.
През 1912 г. му е дадена благородническа титла от цар Николай II. През 1914 г. създава дизайна на пощенска картичка за доброволците, загинали в Първата световна война.
Той дарява голяма сума от своите пари на Държавния исторически музей, голяма част от чиято колекция е купена чрез даренията на Васнецов. След Октомврийската революция през 1917 г. Виктор се застъпва за някои от религиозните картини (особено тези на Александър Иванов), които биват преместени от църкви в Третяковската галерия.
Васнецов умира през 1926 г. на възраст от 78 години в Москва. Днес на него е кръстена малката планета 3586 Васнецов, открита от Людмила Василиева Журавльова.